# Crassula humbertii
Crassula humbertii (лат.) — вид суккулентных растений рода Толстянка (Crassula) семейства Толстянковые (Crassulaceae), естественно произрастающий на территории Мадагаскара.

## Название
Родовое латинское название Crassula происходит от латинского слова crassus, — «толстый», в основном из-за присутствия у растений этого рода сочных листьев.
Видовой латинский эпитет humbertii дан в честь профессора Жан-Анри Юмбера, французского ботаника, специализирующегося на флоре Мадагаскара.

## Ботаническое описание

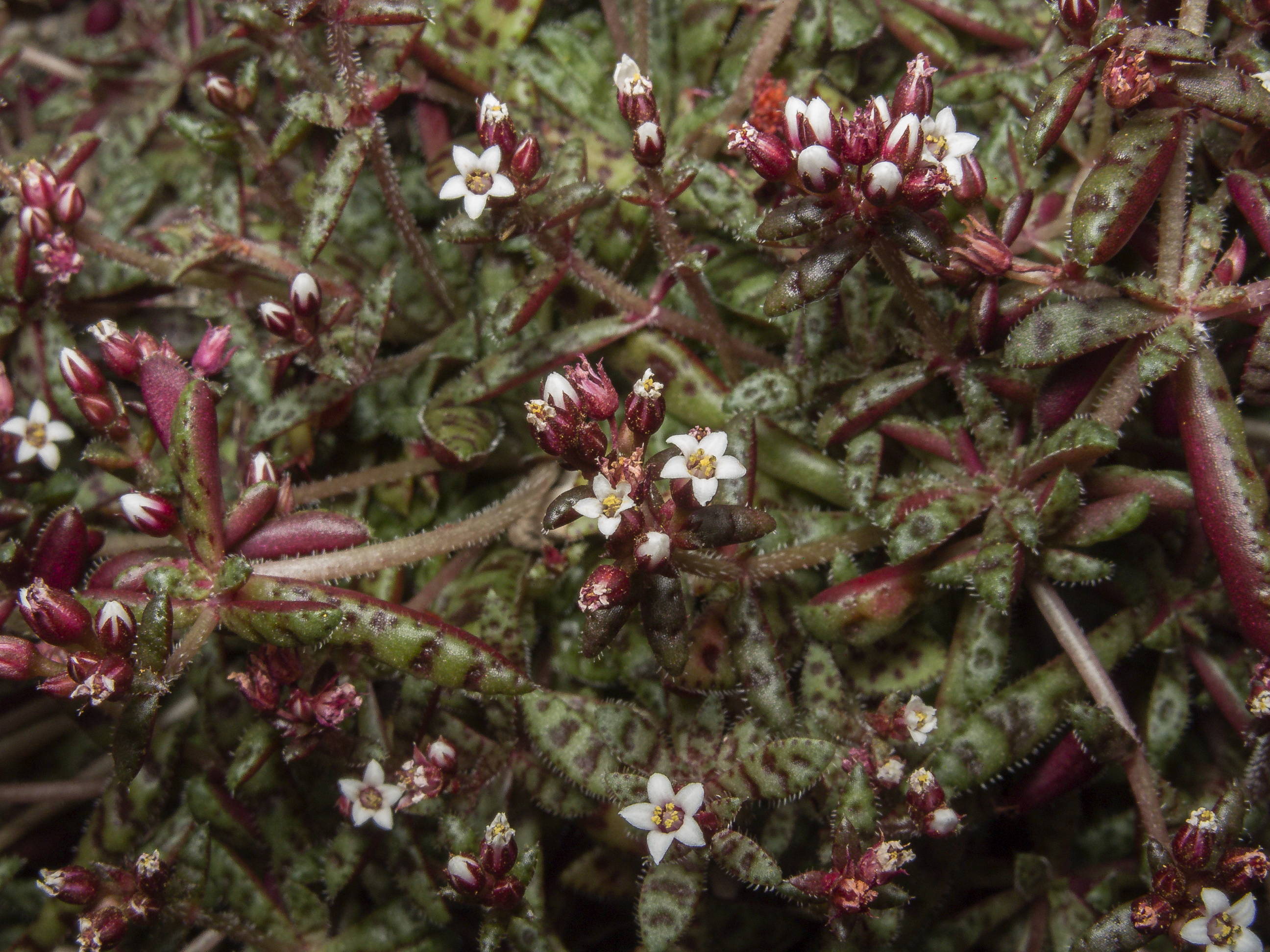
Крупный план растения

Карликовые, недолговечные многолетники, достигающие 3–5 см в высоту, характеризуются ветвистым стеблем от основания, образуя небольшие подушки. Корни мочковатые. Ветви имеют диаметр до 1,5 мм, они рыхло-сосочковые с выраженными междоузлиями. Листья сидячие, стеблевидные, продолговато-эллиптические, заостренные, размером 6,5–8,5 × 2,5–4 мм, мясистые, толщиной до 2,5 мм. Они могут быть от бледно- до темно-зелёных, часто с пурпурно-красным оттенком. Верхняя сторона листьев может иметь тёмно-красные крапинки.
Цветки одиночные, пазушные, состоят из 5 частей, их диаметр составляет 3–4 мм, цветоножки примерно 2 мм. Чашелистики достигают 2–2,3 мм, сросшиеся у основания, лепестки белые, около 3 мм, с коротким сросшимся основанием. Пыльники жёлтые.
Цитология: 2n = 16.

## Распространение и экология
Растёт в расщелинах известняка.

## Таксономия
Crassula humbertii Desc., первое упоминание в Naturaliste Malgache 9: 192 (1957).